# Star Wars: Rebellion
Star Wars: Rebellion (in Großbritannien und Irland Star Wars: Supremacy) ist das erste im Star-Wars-Universum angesiedelte Strategiespiel. Es zählt zum Genre der Echtzeit-Strategiespiele und spielt nach den Ereignissen aus dem Film Episode IV – Eine neue Hoffnung. Der Spieler übernimmt die Rolle eines Kommandanten im Dienste des Imperiums oder der Rebellion.
Die Rezeption des Spiels fiel eher negativ aus. Kritiker bemängelten eine zu komplizierte Steuerung und wenig fordernde Spielmechaniken.

## Spielprinzip
Rebellion spielt in einem Modell der Star-Wars-Galaxie. Dieses ist aus mehreren Sektoren zusammengesetzt, in denen sich Planeten befinden. Das Ziel des Spielers ist es, das Hauptquartier der gegnerischen Fraktion aufzuspüren und zu erobern sowie die feindlichen Anführer festzusetzen. Dazu konstruiert er Flotten, mit denen er Welten, die sich in feindlicher Hand befinden, angreift. Zwecks Truppenproduktion baut der Spieler seine eigenen Planeten zu Stützpunkten aus, die ihn mit den notwendigen Ressourcen versorgen.
Der Spieler besitzt bei seinem Handeln weitgehend freie Hand und erhält keine Vorgaben im Rahmen einer Handlung.

## Entwicklungsgeschichte
Im Juni 1998 erschien ein Patch für das Spiel. Im Anschluss veröffentlichten Spieler Programme, mit deren Hilfe die Spieldateien modifiziert werden konnten. Das erste Programm dieser Art trug den Namen SWR:E und ermöglichte die Anpassung von Eigenschaften von Spielobjekten. Später erschien mit RebEd ein weiterer Editor, der umfangreichere Eingriffe in das Spiel, beispielsweise die Bearbeitung der Benutzeroberfläche, ermöglichte.

## Rezeption
Tim McDonald vom Online-Magazin GameSpot bezeichnete Rebellion als ein nachlässig entwickeltes Spiel. Es besitze einige Programmierfehler sowie eine zu schwache künstliche Intelligenz. Weiterhin sei die Bedienung der Benutzeroberfläche zu umständlich. Selbst einfache Aufgaben erfordern zu viele Mausklicks.
In einem Test der Zeitschrift Computer and Video Games bemängelte der Autor, dass das Spiel nicht genug Tiefe besitze. Das Spielprinzip besitze im Vergleich mit anderen Strategiespielen wenig Neuerungen oder Überraschungen. Überzeugend wirke dagegen die Inszenierung der Raumschlachten. Grafik und Ton seien ebenfalls gelungen.
In einem Rückblick bezeichnete Andrew Hayward vom Online-Magazin IGN die Offenheit des Spielprinzips. Die Spieler besitzen die Möglichkeit, durch ihre Entscheidungen den Spielverlauf maßgeblich zu beeinflussen, was das Spiel abwechslungsreich und aufregend gestalte.
Petra Maueröder von PC Games gab an, dass das Spiel schnell an seine Komplexitätsgrenze stoße. Gleichzeitig sei der Einstieg schwierig und die Steuerung umständlich. Von Master of Orion 2 sei es in puncto Abwechslung weit entfernt.
Alexander Geltenpoth von PC Action riet Strategiespielern vom Kauf ab. Für Fans des Star Wars Franchise hingegen sei es durchaus geeignet, auch wenn viel Potenzial verschenkt werde. Sein Kollege Christian Bigge kritisiert vor allem die Präsentation, die nur wenig Animationen besäße. Die selbstgesteuerten Raumkämpfe seien langweilig und unübersichtlich. Strategisch unterscheiden sich die Fraktionen kaum.
Manfred Duy von PC Player störte sich an der unsortierten Menüstruktur. Ab einer gewissen Anzahl an zu verwaltetenden Planeten verliere man die Übersicht. Die Kaumkämpfe seien bieder inszeniert. Das Tutorial sei dürftig, der Einstieg frustrierend. Sein Kollege Udo Hoffmann fühlte sich Postspiele zurückversetzt.